# 宝神
宝神（ほうじん）は、愛知県名古屋市港区の町名。
現行行政地名は宝神一丁目から宝神五丁目と宝神町。住居表示未実施。宝神町は丁番をもたない単独町名であり、10の小字をもつ。

## 地理
名古屋市港区の中央部に位置し、宝神の東に十一屋、南に稲永、北に神宮寺と接する。
宝神町は宝神の北に位置する。小字が北から、敷地、西屋敷、操出、い、会所裏、葭野、屋敷の順に存在する。東に神宮寺、西に当知町、南に宝神、北に多加良浦町が接する。字元美は飛び地として僅かな区画が存在し、東に善進町、西及び北に高木町、南に神宮寺が接する。

### 字一覧
宝神町と前身である小碓村大字宝神の小字は以下の通り。消滅した字については背景色    で示す。
| 字                         | 字                     |
| -------------------------- | ---------------------- |
| い                         | 裏屋敷（うらやしき）   |
| か                         | 会所裏（かいしょうら） |
| 会所東（かいしょひがし）   | 議念（ぎねん）         |
| 操出（くりだし）           | 三角（さんかく）       |
| 山藤（さんとう）           | 敷地（しきじ）         |
| 神宮寺前（じんぐうじまえ） | た                     |
| ち                         | と                     |
| 中川埋（なかがわうめ）     | 西川埋（にしかわうめ） |
| 西屋敷（にしやしき）       | に                     |
| ぬ                         | は                     |
| 東川埋（ひがしかわうめ）   | 東屋敷（ひがしやしき） |
| へ                         | ほ                     |
| 元美（もとみ）             | 屋敷（やしき）         |
| 屋敷東（やしきひがし）     | よ                     |
| 葭野（よしの）             | り                     |
| る                         | 蓮台越（れんだいごし） |
| ろ                         | わ                     |
| を                         |                        |

## 歴史

### 町名の由来
宝来新田・神宮寺新田の合成地名。宝来新田は、尾張国愛知郡の新田。はじめ、大宮司新田と言った。神宮寺新田は、熱田神宮寺の名義を借りて開拓されたことに由来する。

### 行政区画の変遷
- 1878年（明治11年）12月28日 - 愛知郡山藤新田・宝来新田・神宮寺新田・元美新田が合併し、同郡宝神新田として成立[1]。
- 1889年（明治22年）10月1日 - 合併に伴い、愛知郡寛政村大字宝神新田となる[1]。
- 1906年（明治39年）5月10日 - 愛知郡小碓村大字宝神新田となる[1]。
- 1921年（大正10年）
  - 8月12日 - 愛知郡小碓村大字宝神と改称する[1]。
  - 8月22日 - 名古屋市編入に伴い、同市南区宝神町となる[1]。
- 1937年（昭和12年）10月1日 - 港区編入に伴い、同区宝神町となる[1]。
- 1980年（昭和55年）3月2日 - 港区十一屋町・宝神町・十一屋三丁目の各一部により、同区宝神一丁目が成立する[1]。
- 1981年（昭和56年）6月21日 - 宝神一丁目に宝神町・十一屋町の各一部が編入される[1]。また、港区宝神町・十一屋町の各一部により宝神二丁目・宝神三丁目が、宝神町の一部により宝神四丁目・宝神五丁目がそれぞれ成立する[1]。
- 1987年（昭和62年）11月22日 - 宝神町の一部が港区稲永五丁目に編入される[4]。

### 年表
- 1976年（昭和51年）
  - 3月31日 - 宝神汚泥処理場焼却炉が完成する[5]。
  - 5月8日 - 宝神保育園が開園[6]。

## 世帯数と人口
2021年（令和3年）1月1日現在の世帯数と人口は以下の通りである。
| 町丁・丁目 | 世帯数    | 人口    |
| ---------- | --------- | ------- |
| 宝神町     | 517世帯   | 1,130人 |
| 宝神一丁目 | 234世帯   | 443人   |
| 宝神二丁目 | 732世帯   | 1,611人 |
| 宝神三丁目 | 802世帯   | 1,669人 |
| 宝神四丁目 | 877世帯   | 1,605人 |
| 宝神五丁目 | 540世帯   | 1,153人 |
| 計         | 3,702世帯 | 7,611人 |

### 人口の変遷

#### 宝神
国勢調査による人口の推移
| 1995年（平成7年）  | 6,182人 | [ WEB 8 ]  |  |
| 2000年（平成12年） | 5,745人 | [ WEB 9 ]  |  |
| 2005年（平成17年） | 5,717人 | [ WEB 10 ] |  |
| 2010年（平成22年） | 5,810人 | [ WEB 11 ] |  |
| 2015年（平成27年） | 6,312人 | [ WEB 12 ] |  |

#### 宝神町
国勢調査による人口の推移
| 1995年（平成7年）  | 1,348人 | [ WEB 8 ]  |  |
| 2000年（平成12年） | 1,283人 | [ WEB 9 ]  |  |
| 2005年（平成17年） | 1,209人 | [ WEB 10 ] |  |
| 2010年（平成22年） | 1,115人 | [ WEB 11 ] |  |
| 2015年（平成27年） | 1,099人 | [ WEB 12 ] |  |

## 学区
市立小・中学校に通う場合、学校等は以下の通りとなる。また、公立高等学校に通う場合の学区は以下の通りとなる。なお、小・中学校は学校選択制度を導入しておらず、番毎で各学校に指定されている。
| 町丁・丁目     | 小学校                                      | 中学校                                    | 高等学校 |
| -------------- | ------------------------------------------- | ----------------------------------------- | -------- |
| 宝神一丁目     | 名古屋市立港西小学校                        | 名古屋市立宝神中学校                      | 尾張学区 |
| 宝神二丁目     | 名古屋市立港西小学校                        | 名古屋市立宝神中学校                      | 尾張学区 |
| 宝神三丁目     | 名古屋市立港西小学校 名古屋市立稲永小学校   | 名古屋市立宝神中学校 名古屋市立港南中学校 | 尾張学区 |
| 宝神四丁目     | 名古屋市立港西小学校                        | 名古屋市立宝神中学校                      | 尾張学区 |
| 宝神五丁目     | 名古屋市立港西小学校                        | 名古屋市立宝神中学校                      | 尾張学区 |
| 宝神町字い     | 名古屋市立神宮寺小学校                      | 名古屋市立宝神中学校                      | 尾張学区 |
| 宝神町字会所裏 | 名古屋市立神宮寺小学校                      | 名古屋市立宝神中学校                      | 尾張学区 |
| 宝神町字繰出   | 名古屋市立神宮寺小学校                      | 名古屋市立宝神中学校                      | 尾張学区 |
| 宝神町字敷地   | 名古屋市立神宮寺小学校                      | 名古屋市立宝神中学校                      | 尾張学区 |
| 宝神町字西屋敷 | 名古屋市立神宮寺小学校                      | 名古屋市立宝神中学校                      | 尾張学区 |
| 宝神町字ぬ     | 名古屋市立港西小学校                        | 名古屋市立宝神中学校                      | 尾張学区 |
| 宝神町字元美   | 名古屋市立神宮寺小学校                      | 名古屋市立宝神中学校                      | 尾張学区 |
| 宝神町字屋敷   | 名古屋市立神宮寺小学校                      | 名古屋市立宝神中学校                      | 尾張学区 |
| 宝神町字葭野   | 名古屋市立港西小学校 名古屋市立神宮寺小学校 | 名古屋市立宝神中学校                      | 尾張学区 |
| 宝神町字り     | 名古屋市立港西小学校                        | 名古屋市立宝神中学校                      | 尾張学区 |

## 交通
- 国道23号（名四国道）

## 施設

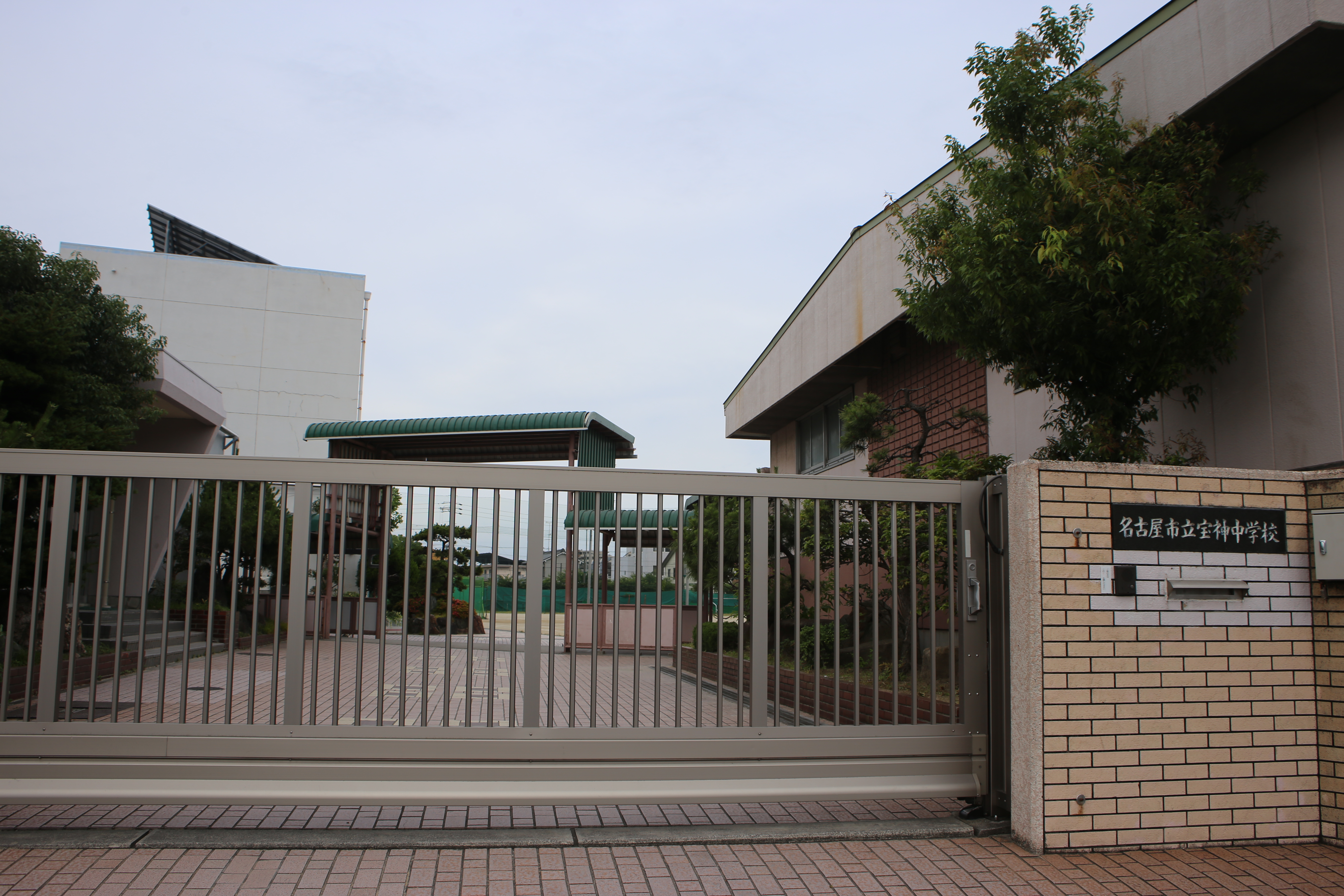
名古屋市立宝神中学校
- 名古屋市上下水道局 宝神水処理センター
- 港西コミュニティセンター
- 宝神北公園

1981年（昭和56年）4月1日供用開始。
- 宝神中央公園

1987年（昭和62年）4月1日供用開始。
- 宝神第二公園

1981年（昭和56年）4月1日供用開始。
- 宝神中学校

## その他

### 日本郵便
- 集配担当する郵便局は以下の通りである[WEB 16]。

| 町丁   | 郵便番号 | 郵便局         |
| ------ | -------- | -------------- |
| 宝神   | 455-0832 | 名古屋港郵便局 |
| 宝神町 | 455-0833 | 名古屋港郵便局 |

#### WEB
1. 1 2  “愛知県名古屋市港区の町丁・字一覧”.   人口統計ラボ. 2019年4月14日閲覧。
2. 1 2 3  “町・丁目(大字)別、年齢(10歳階級)別公簿人口(全市・区別)”.   名古屋市 (2019年3月20日). 2019年3月21日閲覧。
3. 1 2  “郵便番号”.  日本郵便. 2019年3月17日閲覧。
4. 1 2  “市外局番の一覧”.   総務省. 2019年1月6日閲覧。
5. 1 2  “郵便番号”.  日本郵便. 2019年3月17日閲覧。
6. ↑  “港区の町名一覧”.   名古屋市 (2015年10月21日). 2020年11月15日閲覧。
7. 1 2 3  “名古屋市道路認定図”.   名古屋市. 2022年5月13日閲覧。「港区宝神町」のページを参考とした。
8. 1 2  総務省統計局 (2014年3月28日). “平成7年国勢調査の調査結果(e-Stat) - 男女別人口及び世帯数 －町丁・字等” (CSV). 2019年4月27日閲覧。
9. 1 2  総務省統計局 (2014年5月30日). “平成12年国勢調査の調査結果(e-Stat) - 男女別人口及び世帯数 －町丁・字等” (CSV). 2019年4月27日閲覧。
10. 1 2  総務省統計局 (2014年6月27日). “平成17年国勢調査の調査結果(e-Stat) - 男女別人口及び世帯数 －町丁・字等” (CSV). 2019年4月27日閲覧。
11. 1 2  総務省統計局 (2012年1月20日). “平成22年国勢調査の調査結果(e-Stat) - 男女別人口及び世帯数 －町丁・字等” (CSV). 2019年4月27日閲覧。
12. 1 2  総務省統計局 (2017年1月27日). “平成27年国勢調査の調査結果(e-Stat) - 男女別人口及び世帯数 －町丁・字等” (CSV). 2019年4月27日閲覧。
13. ↑  “市立小・中学校の通学区域一覧”.   名古屋市 (2018年11月10日). 2019年1月14日閲覧。
14. ↑  “平成29年度以降の愛知県公立高等学校（全日制課程）入学者選抜における通学区域並びに群及びグループ分け案について”.   愛知県教育委員会 (2015年2月16日). 2019年1月14日閲覧。
15. 1 2 3  “都市公園の名称、位置及び区域並びに供用開始の期日” (2019年5月1日). 2019年11月3日閲覧。
16. ↑  “郵便番号簿 2018年度版” (PDF).   日本郵便. 2019年3月31日閲覧。

#### 書籍
1. 1 2 3 4 5 6 7 8 9 10 11  名古屋市計画局 1992, p. 839.
2. ↑  諸戸満夫 1985, p. 33.
3. 1 2  名古屋市計画局 1992, p. 541.
4. ↑  名古屋市計画局 1992, p. 838.
5. ↑  名古屋市会事務局 1995, p. 44.
6. ↑  名古屋市会事務局 1995, p. 49.

## 関連文献
- 「角川日本地名大辞典」編纂委員会 編『角川日本地名大辞典』 23 愛知県、角川書店、1989年3月8日。ISBN 4-04-001230-5。 NCID BN00094881。OCLC 674681322。全国書誌番号:89022577。